# Achille Richard
Achille Richard (Paris, 27 de abril de 1794 – 5 de outubro de 1852) foi um médico e botânico francês.

## Biografia
Richard foi era membro de uma longa linhagem de botânicos; era filho do botânico  Louis-Claude Marie Richard (1754-1821), crescendo cercado pelas coleções de seu pai. Embora não tivesse estudado  medicina, substituiu-o esporadicamente nos seus cursos de botânica na faculdade de medicina. A sua primeira obra, Nouveaux élémens de botanique, appliquée à la médecine, à l'usage des élèves qui suivent les cours de la Faculté de médecine et du Jardin du Roi', que publicou em  1819, lhe rendeu alguma fama. Este livro rendeu onze reedições e foi traduzido para o alemão por  Baldwin Martin Kittel (1798-1885), em inglês por  James Dickson (1738-1822) e em neerlandês por  Nicolas Mulder (1796-1867). No mesmo ano, publicou  Formulaire de poche, ou Recueil des formules les plus usitées dans la pratique de la médecine… d'après le nouveau Codex de Paris (Béchet jeune, Paris, 1819), que foi reeditado várias vezes nos anos posteriores. No ano seguinte, obtem seu título de doutor com uma tese intitulada  Histoire naturelle et médicale des différentes espèces d'ipécacuanha du commerce. De 1821 a 1828, dirigiu a publicação de vinte volumes do Dictionnaire de médecine ( Paris).
De 1819 a 1831 foi curador do herbário de  Benjamin Delessert (1773-1784) e, de  1827 a 1830,  assistente-naturalista de  René Desfontaines. Foi nomeado em 11 de abril de  1831 como professor da Faculdade de Medicina de Paris.  Vários dos seus alunos se dedicaram à botânica como  Ernest Staint-Charles Cosson (1819-1889), Jacques Nicolas Ernest Germain de Saint-Pierre (1815-1882), Richard Quartin-Dillon (?-1841), Gaetano Leone Durando (1811-1892), e outros. Participou ao lado de outros naturalistas, em março de  1821, da fundação da "Sociedade de História Natural de Paris" que durou apenas alguns meses.
Com Pierre Adolphe Lesson (1805-1888) realizou a identificação das flores trazidas por Jules Dumont d'Urville (1790-1842) da sua viagem a bordo do "Astrolabe" , de 1826 até 1829.  Foi também o autor da obra  Botanique médicale, ou Histoire naturelle et médicale des médicamens, des poisons et des alimens, tirés du règne végétal ( Béchet jeune, Paris, dois volumes, 1823). Em  1826, publicou a obra de seu pai  Commentatio botanica de conifereis et cycadeis… ( J.G. Cotta, Stugart). De 1827 a 1829, participou da publicação do  Dictionnaire des drogues simples et composées ou Dictionnaire d'histoire naturelle médicale, de pharmacologie et de chimie pharmaceutique ( Béchet jeune, cinco volumes) com Jean-Baptiste Alphonse Chevallier (1793-1879).
De 1830 a 1833, com Jean Baptiste Antoine Guillemin (1796-1842) e George Samuel Perrottet (1793-1870), publicou o trabalho Florae Senegambiae tentamen, seu Historia plantarum in diversis Senegambiae regionibus a peregrinatoribus Perrottet et Leprieur detectarum ( Treuttel e Wurtz, Paris),  sobre a flora do Senegal tirada das coleções recolhidas por  Perrottet. De 1831 a  1835,  publicou três volumes ( o primeiro dedicado a zoologia e os dois outros à botânica)  com o título  Éléments d'histoire naturelle médicale (Béchet jeune, Paris). Em  1845, assinou  Botanique : plantes vasculaires  na Histoire physique, politique et naturelle de l'île de Cuba de Ramón de la Sagra (1798-1871). É o autor da terceira parte, dedicado à botânica, de  Voyage en Abyssinie exécuté pendant les années 1839, 1840, 1841, 1842, 1843… de Charlemagne Théophile Lefebvre (1811-1860). Com Anselme Payen (1795-1871)  publicou  Précis d'agriculture théorique et pratique, à l'usage des écoles d'agriculture, des propriétaires et des fermiers ( Hachette, Paris, dois  volumes, 1851). No ano seguinte, publicou o seu compêndio com o título  Précis de botanique et de physiologie végétale ( Béchet jeune, Paris, 1852).
Achille Richard foi um dos líderes botânicos do seu tempo, e seus livros atualmente são reconhecidos devido à clareza e a precisão dos seus conteúdos.
Em fevereiro de 1834 entrou como membro na Academia Francesa das Ciências (Departamento de Botânica). Também foi membro da Academia Nacional de Medicina da França.
Achille Richard estudou e descreveu diversos gêneros de orquídeas, tendo a sua abreviatura  associada a muitos deles como, por exemplo, no gênero  Ludisia.